# Championnats du monde de triathlon en relais mixte 2014
Navigation
Édition précédente Édition suivante
Le championnat du monde de relais mixte 2014 de la ITU s'est tenu à Hambourg, en Allemagne le 13 juillet 2014. Cette compétition est la sixième depuis sa création en 2009. L'événement de ce championnat du monde coïncide avec l'organisation de l'épreuve 2014 des Séries mondiales de triathlon (WTS).
Pour cette épreuve, chaque pays est autorisé à participer avec une équipe de quatre participants, composée de deux femmes et de deux hommes. Les équipes doivent s'affronter dans l'ordre suivant : (1 femme/1 homme/1 femme/1 homme). Chaque triathlète doit concourir sur une nage de 300 mètres, une course à vélo de 6 km, une course à pied de 2 km et passer le relais à son compatriote.

## Résultats
Le Royaume-Uni remporte pour la troisième fois le titre après avoir été éliminé pour faute l'année précédente. La France remporte la médaille d'argent pour la troisième fois depuis la création de l'épreuve, elle devance la Hongrie qui monte pour la première fois sur le podium de ces championnats du monde.
| Rang | Équipe           | Temps           |
| --- | ---------------- | --------------- |
| | Royaume-Uni      | 1 h 19 min 07 s |
| - Lucy Hall : 20 min 51 s - Jonathan Brownlee : 18 min 34 s - Vicky Holland : 21 min 02 s - Alistair Brownlee : 18 min 41 s |                  | 1 h 19 min 07 s |
| | France           | 1 h 19 min 11 s |
| - Cassandre Beaugrand : 20 min 33 s - Dorian Coninx : 19 min 04 s - Audrey Merle : 20 min 49 s - Vincent Luis : 18 min 46 s |                  | 1 h 19 min 11 s |
| | Hongrie          | 1 h 19 min 31 s |
| - Zsófia Kovács : 20 min 30 s - Tamás Tóth : 19 min 08 s - Margit Vanek : 20 min 49 s - Ákos Vanek : 19 min 05 s            |                  | 1 h 19 min 31 s |
| 4 | Australie        | 1 h 19 min 52 s |
| 5 | États-Unis       | 1 h 20 min 07 s |
| 6 | Allemagne        | 1 h 20 min 08 s |
| 7 | Italie           | 1 h 20 min 10 s |
| 8 | Pays-Bas         | 1 h 20 min 17 s |
| 9 | Japon            | 1 h 21 min 12 s |
| 10 | Russie           | 1 h 21 min 14 s |
| 11 | Mexique          | 1 h 21 min 24 s |
| 12 | Ukraine          | 1 h 21 min 25 s |
| 13 | Nouvelle-Zélande | 1 h 21 min 52 s |
| 14 | Espagne          | 1 h 22 min 19 s |
| 15 | Brésil           | 1 h 22 min 34 s |
| 16 | Canada           | 1 h 23 min 31 s |
| DNF | Afrique du Sud   | 0 h 00 min 00 s |
| Source: |                  |                 |

Le britannique Jonathan Brownlee a été le plus rapide sur le parcours du côté des hommes avec un temps de 18 min 34 s.
Du côté des femmes, cette année il y a trois ex aequo dans un temps de 20 min 30 s : la hongroise Zsófia Kovács, l'allemande Rebecca Robisch et l'américaine Kaitlin Donner.

## Popularité
Cette compétition a attiré 140 000 spectateurs le long du parcours des trois disciplines et 250 000 téléspectateurs allemands. Hambourg a de nouveau été choisi pour organiser le championnat du monde relais en 2015.